# Болельщик (книга)
«Болельщик» (англ. Faithful: Two Diehard Boston Red Sox Fans Chronicle the Historic 2004 Season; полное название: «Болельщик: два несгибаемых болельщика „Бостон Ред Сокс“ ведут хронику исторического сезона 2004 года») — документальный роман американского писателя Стивена Кинга, написанный в соавторстве со Стюартом О'Нэном. Был опубликован 2 декабря 2004 года.
Роман посвящён Виктории Снелгроув — 21-летней болельщице «Бостон Ред Сокс», погибшей во время празднования выхода команды в Мировые серии.

## Сюжет
События романа охватывают временной период с 21 февраля по 28 октября 2004 года.
Стивен Кинг и Стюарт О’Нэн поочерёдно рассказывают про свою любимую бейсбольную команду «Бостон Ред Сокс» и детально описывают все события, произошедшие во время игрового сезона МЛБ 2004 года, и все самые значимые матчи «Ред Сокс» в этот период — в Восточном дивизионе, в ДСАЛ, в ЧСАЛ и в победной Мировой серии.
Кинг очень деликатно и кратко описывает гибель болельщицы «Ред Сокс» Виктории Снелгроув (англ. Victoria Snelgrove).
Также в книге неоднократно упоминается «проклятие Бамбино».